# Nydala (gård)
Nydala var en större gård belägen nära Tavlesjön (nuvarande Nydalasjön), strax utanför Umeå. 
Gården var ett nybygge som började uppföras av landshövding Pehr Adam Stromberg 1797. Gården uppkallades efter hans släkts stamgods Nydala herrgård i Småland. När Stromberg avsattes som landshövding 1811 på grund av sitt agerande under Finska kriget, bosatte han sig på Nydala och blev bonde på heltid. Med hjälp av sin fru Johanna Lampas förmögenhet utvidgade han odlingsmarkerna genom att låta dika ut Tavlesjömyran norr om Tavlesjön. På 1820-talet var gården ett mönsterjordbruk med 18 anställda, 19 nötkreatur, 4 hästar och 20 får. Odlingarna omfattade 100 hektar, och ytterligare 50 var påbörjade. 
Efter missväxt och eldsvådor tvingades Stromberg lämna över gården till fordringsägare 1831. Vid laga skiftet 1856 delades markerna upp mellan några av Umeås borgare. Huvudbyggnaden flyttades på 1920-talet till Riddargatan på Haga i Umeå. 
På gårdens gamla marker finns idag Umeås campingplats, stora fotbollsplaner, det tempererade utomhusbadet Umelagun, friluftsbadet Nydalabadet och Nydala fritidsområde, samt några skogspartier i utkanten av stadsdelarna Mariehem och Marieberg. Själva huvudbyggnaden var belägen i det som nu är ett skogsparti strax norr om GE Healthcares byggnad på Mariehem.